# Мадалена (Лісабон)
Мадалена (порт. Madalena; МФА: [mɐ.dɐ.ˈɫe.nɐ]) — парафія в Португалії, у муніципалітеті Лісабон. Розташована в західній частині країни, на теренах історичної португальської провінції Ештремадура. Входить до складу округу Лісабон. За адміністративним поділом, чинним до 1976 року, терени парафії були складовою провінції Ештремадура. Належить до Лісабонського патріархату Католицької церкви. Патрон — Марія Магдалина. Площа — 0,1156 км². Населення — 393 ос. (2011). Сильно урбанізований регіон. Густота населення — 3399,65 осіб/км²
. Код — 110619.

## Географія

Райони Лісабона
Зони Лісабона

## Населення
| Кількість мешканців | Кількість мешканців | Кількість мешканців | Кількість мешканців | Кількість мешканців | Кількість мешканців | Кількість мешканців | Кількість мешканців | Кількість мешканців | Кількість мешканців | Кількість мешканців | Кількість мешканців | Кількість мешканців | Кількість мешканців | Кількість мешканців |
| ------------------- | ------------------- | ------------------- | ------------------- | ------------------- | ------------------- | ------------------- | ------------------- | ------------------- | ------------------- | ------------------- | ------------------- | ------------------- | ------------------- | ------------------- |
| 1864                | 1878                | 1890                | 1900                | 1911                | 1920                | 1930                | 1940                | 1950                | 1960                | 1970                | 1981                | 1991                | 2001                | 2011                |
| 2 011               | 2 467               | 2 203               | 2 151               | 2 121               | 1 566               | 1 554               | 2 871               | 1 433               | 1 568               | 1 094               | 1 004               | 526                 | 380                 | 393                 |